# Jaskinia nad Arkadą
Jaskinia nad Arkadą (Nad Mostem, Za Bramą, Za Arkadą, Arkada) – jaskinia w Dolinie Kościeliskiej w Tatrach Zachodnich. Wejście do niej znajduje się we wschodnim zboczu Wąwozu Kraków, w stoku opadającym spod Upłazkowej Turni, w tym samym żlebie co jaskinia Arkada, Dziura pod Arkadą i Schron przy Arkadzie, na wysokości 1206 metrów n.p.m. Długość jaskini wynosi 21 metrów, a jej deniwelacja 8 metrów.

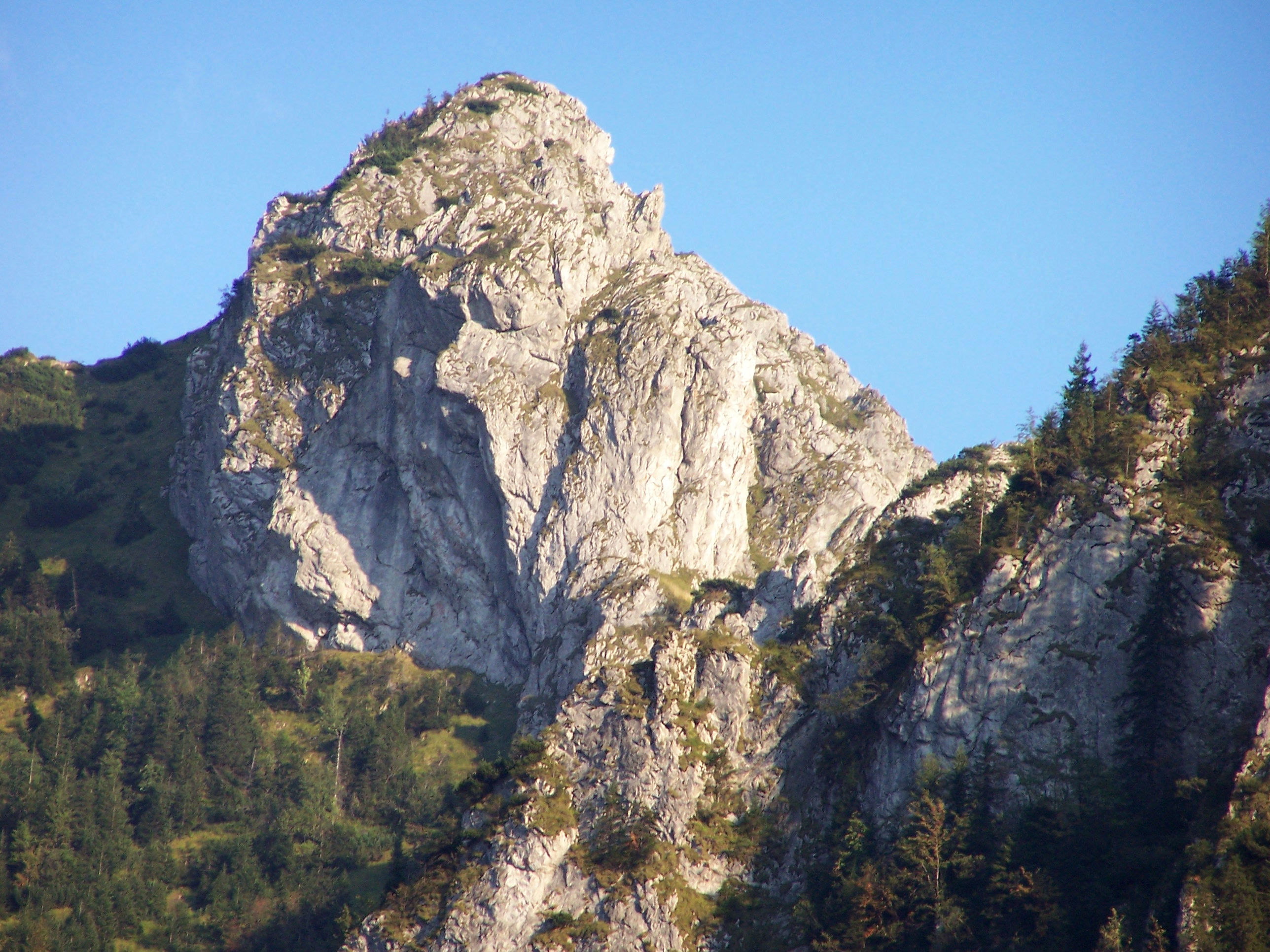
Upłazkowa Turnia

## Opis jaskini
Jaskinię stanowi szeroki korytarz, który prowadzi w górę od dużego otworu wejściowego do rozgałęzienia. Stąd odchodzą dwa krótkie korytarzyki kończące się ślepo. Parę metrów od otworu odchodzi w bok od głównego korytarza niewielki ciąg, który zakręca i łączy się ponownie z korytarzem.

## Przyroda
W korytarzykach występują drobne nacieki grzybkowe i polewa kalcytowa.
W jaskini jest bardzo mokro. Jednym z korytarzyków płynie woda. Do około 5 metrów od otworu można spotkać mchy i glony.

## Historia odkryć
Prawdopodobnie jaskinia była znana już w latach 50. XX wieku. Jednak pierwsza publikacja o niej miała miejsce w 1960 roku. Z. Wójcik nazwał w niej jaskinię – Jaskinia za Arkadą. Uważał, że jest ona połączona z jaskinią Arkada (rozdziela je zawalisko) i opisywał później obie pod wspólną nazwą Arkada.